# میا گرگرسون
میا سو-لینگ گرگرسون-داله (زاده ۱۹ دسامبر ۱۹۷۲) یک سیاستمدار آمریکایی است. گرگرسون که یک دموکرات است، از سال ۲۰۱۳ به عنوان یکی از اعضای مجلس نمایندگان واشینگتن از ناحیه ۳۳ قانونگذاری خدمت کرده است. قبل از این، او از سال ۲۰۰۸ تا ۲۰۱۶ در شورای شهر سی تک، واشینگتن خدمت می‌کرد.
گرگرسون در تایوان به دنیا آمد. او توسط یک زوج نیروی هوایی ایالات متحده به فرزندی پذیرفته شد و به ایالات متحده نقل مکان کرد. او در کالج اجتماعی هایلاین و دانشگاه واشینگتن تحصیل کرد و مدرک تاریخ گرفت. گرگرسون به‌طور حرفه ای به عنوان دستیار جراحی و مدیر بازرگانی در صنعت دندانپزشکی کار کرده است.